# Наро-Фоминское благочиние
Наро-Фоминское благочиние — округ Одинцовской епархии Русской православной церкви, объединяющий приходы в пределах Наро-Фоминского городского округа Московской области.
После включения 27 декабря 2011 года в состав Москвы новых территорий, приход деревни Пучково оказался в составе Троицком административном округе Москвы и был передан в Одигитриевское благочиние Викариатства новых территорий. Округ объединяет 28 приходов, на территории благочиния расположено более 50 храмов и часовен.
Благочинный округа — протоиерей Олег Юрьевич Митров, настоятель Никольского собора в Наро-Фоминске.

## Храмы благочиния
- Ильинский храм, город Апрелевка
- Церковь Архангела Михаила, деревня Архангельское
- Никольская церковь, деревня Атепцево
- Иоанно-Предтеченская церковь, деревня Афинеево
- Храм Благовещения Пресвятой Богородицы, деревня Благовещение
- Вознесенская церковь, деревня Бурцево
- Богоявленская церковь, город Верея
- Входоиерусалимская церковь, город Верея
- Ильинский храм, город Верея
- Церковь святыx равноапостольныx Константина и Елены, город Верея
- Собор Рождества Христова, город Верея
- Церковь иконы Божией Матери Неупиваемая Чаша, посёлок Восточный (Нара-10)
- Церковь Димитрия Солунского, деревня Дуброво
- Христорождественская церковь, деревня Ильинское
- Никольская церковь, село Каменское
- Церковь Преображения Господня, деревня Крюково
- Троицкая церковь, деревня Мартемьяново
- Храм преподобного Сергия Радонежского, деревня Могутово
- Успенская церковь, деревня Набережная Слобода
- Никольский собор, город Наро-Фоминск
- Церковь новомучеников и исповедников российских, город Наро-Фоминск
- Иоанно-Предтеченский храм, посёлок Новая Ольховка
- Храм великомученика Пантелеимона, деревня Новоглаголево
- Никольский храм, деревня Новоселки
- Покровская церковь, село Петровское
- Христорождественская церковь, деревня Рождество
- Церковь преподобного Серафима Саровского, пгт Селятино
- Храм Преображения Господня, деревня Спасс-Косицы
- Храм святителя Николая Чудотворца, деревня Субботино
- Церковь Преображения Христова, деревня Слепушкино
- Покровская церковь, деревня Таширово
- Петро-Павловская церковь, деревня Шапкино